# Província de Santander
La província de Santander és una antiga província espanyola, pertanyent a la regió de Castella la Vella i amb capital en Santander. Fou creada mitjançant la divisió territorial d'Espanya de 1833. Després va passar a formar part a la fi de la dècada de 1970 de l'Ens Preautonòmic de Castella i Lleó i ja amb l'entrada en vigor del seu Estatut d'Autonomia, l'11 de gener de 1982, es convertí en Comunitat Autònoma uniprovincial, adoptant el nom històric de Cantàbria.